# Hamburka
Hamburka – niewielki płaskodenny statek, dawniej drewniany, obecnie z różnych materiałów, w tym z laminatu, o charakterystycznym wydłużonym kształcie. Cechą szczególna tego typu łodzi są także szyny i prowadnice, na których zamontowane jest ruchome siodło wioślarza. Łodzie te wykorzystywane niegdyś w transporcie rzecznym i przybrzeżnym, w rybołówstwie i w sportach wodnych. Były powszechnie wykorzystywane m.in. w Warszawie w latach 20. i 30. XX wieku. Długość łodzi wynosi ok. 6m.